# Средний Флатхед
Средний Флатхед (англ. Middle Fork Flathead River) — река на северо-западе штата Монтана, США. Длина составляет около 148 км; площадь бассейна — 3004 км². Одна из трёх составляющих реки Флатхед, которая является притоком реки Кларк-Форк (бассейн реки Колумбия).
Берёт начало как слияние рек Стробери-Крик и Боул-Крик. Течёт преимущественно в северо-западном и северном направлениях. Бассейн реки лежит к востоку от водосбора Южный Флатхед. Формирует юго-западную границу национального парка Глейшер. Сливается с рекой Северный Флатхед, формируя собственно реку Флатхед.